# Цауггенрид
Цауггенрид (нем. Zauggenried) — бывшая коммуна в Швейцарии, в кантоне Берн. С 1 января 2014 года вошла в состав коммуны Фраубруннен.
До 2009 года входила в состав округа Фраубруннен, с 2010 года — в Берн-Миттельланд. Население составляет 315 человек (на 31 декабря 2006 года). Официальный код — 0555.